# Tvrdá a měkká věda
Tvrdá a měkká věda jsou dva pojmy sloužící ke srovnání vědních oborů na základě jejich objektivity, přesnosti nebo užívání vědeckých metod. Zjednodušeně lze říci, že jako tvrdé vědy jsou označovány formální a přírodní vědy, zatímco jako měkké vědy jsou označovány společenské vědy.
Neexistuje jednoznačná definice, která by stanovovala konkrétní hranici mezi tvrdou a měkkou vědou, nicméně mezi klíčové ukazatele, které oddělují tvrdé vědy od měkkých, patří zejména predikce, které je možno výzkumem jednoznačně otestovat a případně potvrdit či vyvrátit, provádění experimentů s vysoce kontrolovatelnými proměnnými, používání kvantifikovaných dat a matematických modelů a hlavně vysoká míra přesnosti a objektivity.
Téma měkkých a tvrdých věd je dlouhodobě předmětem zkoumání filozofie vědy a objektem výzkumu je i v oblasti dějin vědy. Definice tvrdých a měkkých věd totiž může být proměnlivá mj. v závislosti na historickém období, v němž o takovém dělení hovoříme. Například vědy jako psychologie nebo sociologie, které jsou obecně označovány jako měkké, definici se ale mohou vymykat tím, že jsou při jejich výzkumu velmi často využívány matematické modely. Je však měřitelné, že tvrdé vědy například častěji využívají grafy, zatímco měkké vědy jsou náchylnější k ohýbání a nejednoznačnosti významů některých jejich pojmů (buzzword).
Dělení věd na tvrdé a měkké je někdy předmětem kritiky, a to zejména kvůli údajné stigmatizaci měkkých věd. Ta může vést k neoprávněné nerovnováze mezi vědními obory, nedostatku financování pro měkké vědy, obecně horší vnímání měkkých věd ze strany veřejnosti, ale i části akademické obce. Pejorativně mohou být měkké vědy někdy označovány jako pavědy.